# Elecciones generales de San Eustaquio de 2011
Elecciones generales tuvieron lugar en San Eustaquio el 2 de marzo de 2011. Estas fueron las primeras elecciones desde que San Eustaquio se volvió un municipio especial dentro de Países Bajos el 10 de octubre de 2010.

## Resultados
| Partido                                    | Votos | %     | Escaños | +/–   |
| ------------------------------------------ | ----- | ----- | ------- | ----- |
| Partido Democrático                        | 506   | 35,24 | 2       | –2    |
| Coalición Popular Unida                    | 353   | 24,65 | 1       | Nuevo |
| Partido Laborista Progresivo               | 291   | 20,26 | 1       | 0     |
| Partido de Empoderamiento de San Eustaquio | 252   | 17,55 | 1       | 0     |
| Wilhelm “Joshua” Spanner                   | 33    | 2,30  | 0       | Nuevo |
| Votos en blanco/nulos                      | 19    | –     | –       | –     |
| Total                                      | 1,455 | 100   | 5       | 0     |
| Electores registrados/participación        | 2,140 | 67,99 | –       | –     |
| Fuente: The Daily Herald Kiesraad          |       |       |         |       |

## Elecciones generales
- Elecciones generales de San Eustaquio de 1999
- Elecciones generales de San Eustaquio de 2007
- Elecciones generales de San Eustaquio de 2011
- Elecciones generales de San Eustaquio de 2015